# Ellipes wagneri
Ellipes wagneri är en insektsart som först beskrevs av Lucien Chopard 1920.  Ellipes wagneri ingår i släktet Ellipes och familjen Tridactylidae.

## Underarter
Arten delas in i följande underarter:
- E. w. strigatus
- E. w. wagneri